# Ганноверш-Мюнден
Ганноверш-Мюнден (нім. Hannoversch Münden) — місто в Німеччині, розташоване в землі Нижня Саксонія. Входить до складу району Геттінген.
Площа — 121,12 км2. Населення становить 23 289 ос. (станом на 31 грудня 2021).